# Dzierżkowice (województwo dolnośląskie)
Dzierżkowice (niem. Dürschwitz) – wieś w Polsce, położona w województwie dolnośląskim, w powiecie legnickim, w gminie Ruja.

## Podział administracyjny
W latach 1975–1998 miejscowość należała administracyjnie do województwa legnickiego.

## Nazwa
Nazwa należy do grupy nazw patronomicznych i pochodzi od staropolskiego męskiego imienia założyciela miejscowości Dzierżysława. Imię to składa się z dwóch części Dzierży- ("trzymać") oraz -sław ("sława"). Oznaczało ono prawdopodobnie "tego, który posiada (staropol. dzierży) sławę". Niemiecki językoznawca Heinrich Adamy swoim dziele o nazwach miejscowości na Śląsku wydanym w 1888 roku we Wrocławiu wymienia jako najstarszą zanotowaną nazwę miejscowości Dirskowicz podając jej znaczenie "Dorf des Dirsco (Dirislaw)" czyli po polsku "Wieś Dzierżka (Dzierżysława)".
Od imienia tego nazwę wywodził również śląski pisarz Konstanty Damrot, który podał najstarsze zanotowane formy nazwy miejscowości: z 1020 roku łacińską nazwę Dirsconis villa oraz z 1270 staropolską - Dirscowicz.
Do 1945 roku wieś nosiła niemiecką nazwę Dürschwitz. 12 listopada 1946 r. nadano miejscowości polską nazwę Dzierżkowice.

## Demografia
W 1933 r. w miejscowości mieszkało 330 osób, a w 1939 r. – 319 osób. Według Narodowego Spisu Powszechnego (III 2011 r.) liczyły 417 mieszkańców. Są największą miejscowością gminy Ruja.

## Zabytki
Do rejestru zabytków Narodowego Instytutu Dziedzictwa wpisany jest:
- park dworski z XIX wieku.